# Idaea conchylias
Idaea conchylias là một loài bướm đêm trong họ Geometridae.